# Agrostis geniculata
Agrostis geniculata é uma espécie de gramínea do gênero Agrostis, pertencente à família Poaceae.